# دوآب (بندر لنكه)
 دوآب  بالفارسية (روستاى دوآب) قرية صغيرة تتبع البلدة المركزية (بالفارسية: بخش مرکزی شهرستان بندر لنگه) من توابع مدينة لنجة وتقع في محافظة هرمزگان في جنوب إيران. تقع في شمالي الغربي لبلدة دزكان تبعد عنها حوالى 12 كيلومتراً.

## السكان
يبلغ عدد سكان القرية حسب تعداد السكان لعام 2006 للميلاد، (750) نسمه تشكل (124 عائلة) ، من أهل السنة والجماعة وعلى المذهب الشافعي. تكلمون الفارسية باللهجة المحلة، ولهم مدرسة، وعيادة صحية صغيرة، ووعدد كبير من البرك
لحفظ مياه الأمطار. يمتهنون بتربية المواشي والزراعة.